# Anna Nakwaska
Anna Nakwaska née Krajewska, également connue sous les pseudonymes : A... ; Anna Nak..., Polka et Une Polonaise, est une romancière, mémorialiste, autrice de livres pour enfants et éducatrice polonaise, née le 28 mars 1781 à Varsovie et morte le 21 octobre 1851 à Mała Wieś.

## Biographie
Anna Nakwaska naît à Varsovie en 1781.
Elle reçoit sa première éducation à la maison, à Varsovie puis à Gołęb où elle étudie toutes les matières en français. Elle réside à Lipiny (vers Płock) après son mariage, mais se rend assez souvent à Varsovie. Pendant de nombreuses années, elle participe activement à la vie culturelle de Varsovie.
Lors du duché de Varsovie, elle est inspectrice des écoles féminines et membre du conseil de surveillance de l'éducation des femmes. Parallèlement, elle se perfectionne à ses frais en langue polonaise. Après la chute de l'Insurrection de novembre, elle vit l'été dans le domaine de son fils à Mała Wieś (vers Płock), et retourne à Varsovie pour l'hiver. Elle crée à Mała Wieś un parc anglais innovant.
En 1831, après la confiscation du domaine de Kępa Polska de son fils Henryk Mirosław pour avoir participé au soulèvement,, elle rachète immédiatement le domaine au gouvernement. En 1837, elle part pour la Suisse et, sept ans plus tard (1844), elle parcourt la Basse-Silésie, visite Wrocław et se soigne à Szczawno.

## Travail artistique
À partir de 1816, Anna Nakwaska tient un salon littéraire à Varsovie (au 1790 rue Świętojerska), très fréquenté pendant de nombreuses années,. Elle écrit des romans (Czarna mara, Obraz warszawskiego społeczeństwa w dwóch powieściach spisany) des contes pour enfants et des ouvrages sur l'insurrection (Aniela, czyli Ślubna obrączka, Powstaniec litewski). Un fragment de son journal est publié dans la Gazeta Warszawska en 1852, et quelques décennies plus tard, en 1891, un autre fragment est publié dans la Kronika Rodzinna. L'ensemble du journal n'est pas publié.

## Vie privée
Anna Nakwaska épouse Franciszek Saleza Nakwaski, sénateur, préfet du département de Varsovie du duché de Varsovie, puis voïvode du Royaume de Pologne, en 1799.

## Publications
- Anna Nakwaska z Krajewskich, Angélique ou l'Anneau nuptial: nouvelle polonaise, épisode de la dernière révolution, Charpentier, 1832.
- (pl) Anna Nakwaska z Krajewskich (sous le pseudonyme Trzaska), Powstaniec litewski, obraz romantyczny z czasów rewolucyi w Polsce z 1831. r., L. Michelsen, 1845.